# Televisión Española
Televisión Española (TVE) is de publieke televisie-omroep van Spanje en een dochterbedrijf van radiotelevisión Española. Het bedrijf beschikt over 6 televisiekanalen, twee algemene en vier themakanalen.

## Geschiedenis

Voormalig logo van TVE

De eerste televisie-uitzending in Spanje vindt plaats op 10 juni 1948, als tijdens een technologiebeurs in het beursgebouw op de Montjuïc in Barcelona het Nederlandse bedrijf Philips een proefopstelling met een camera en een scherm toont. Vanaf dat moment vinden de nodige tests plaats, tot in 1952 de eerste televisie-uitzending over lange afstand plaatsvindt onder toezicht van het Laboratorio Electrónico de la Dirección General de Radiodifusión, een onderdeel van het net opgerichte Ministerie van Toerisme en Informatie. Die uitzending betreft een voetbalwedstrijd tussen Real Madrid en Racing Santander, met drie camera's vastgelegd.

### Begin van de uitzendingen
Uiteindelijk zal op 28 oktober 1956 de eerste reguliere televisie-uitzending plaatsvinden en is Televisión Española geboren. De datum is bewust gekozen: het is de dag voor de verjaardag van de stichting van de Falange Española. De Spaanse televisie valt officieel onder de Dirección General de Radiodifusión y Televisión ('Algemeen bestuur van radio en televisie'), onderdeel van het ministerie van Toerisme en Informatie. Die eerste uitzending begint met een toespraak van Gabriel Arias-Salgado, de minister van Informatie, en de directeur van TVE, en een religieuze ceremonie ter ere van Sint Clara, de beschermheilige van de televisie.
Deze uitzending was alleen te zien in Madrid en viel slechts door weinigen te bekijken: er waren op dat moment slechts zo'n 600 televisietoestellen in Spanje, waarvan de meeste in bezit waren van vooraanstaande personen binnen het Franquistische regime. Al vanaf het begin onderscheidt de Spaanse televisie zich doordat er geen kijk- en luistergeld van de bezitters van een televisie wordt gevraagd. Het feit dat het uit de staatsbegroting werd betaald, was wel een belangrijke remmende factor op de ontwikkeling van televisie in het land. In 1957 wordt voor het eerst reclame gemaakt en binnen korte tijd is dat de belangrijkste bron van inkomsten. Ook in dat jaar werden in verband met de vakantie de uitzendingen gestaakt in de zomer. Vanwege de vele protesten is dat het jaar daarop niet gebeurd.
Een belangrijke ontwikkeling was het verschijnen van het televisiejournaal, Telediario, in 1957. Tot die tijd werden de nieuwsbulletins gemaakt door No-Do, de instelling die namens het regime de bioscoopjournaals maakte. Tot de introductie van video-opnames in 1962 worden alle uitzendingen live vanuit een kleine studio in Madrid gedaan. Wel worden er al videobanden uit de Verenigde Staten gebruikt, waaronder de series I Love Lucy en Perry Mason. TVE heeft zelf geen dienst om de programma's na te synchroniseren, en gebruikt geluidsbanden uit Costa Rica, waardoor in Spanje het Costa Ricaanse accent tegenwoordig nog met de begintijden van de televisie wordt geassocieerd.

### Expansie
In 1959 begint men te experimenteren met het uitzenden in andere steden. Op 15 september worden de studio's in Miramar in Barcelona in gebruik genomen, waardoor dit de tweede stad is waar TVE te zien is: TVE Catalunya (op 15 februari van dat jaar was bij wijze van experiment de wedstrijd Real Madrid - FC Barcelona al uitgezonden). Vrij snel daarna worden er zendmasten door het hele land geïnstalleerd. Rond deze tijd vinden ook de eerste internationale uitzendingen onder de paraplu van EBU-EUR plaats.
Als in 1962 Manuel Fraga Minister van Informatie wordt, volgen er een paar snelle en belangrijke ontwikkelingen. In 1964 worden grotere studio's in Prado del Rey in Madrid in gebruik genomen. In 1966 wordt een tweede zender, TVE 2 geïntroduceerd, die in de volksmond UHF genoemd wordt omdat de zender van die frequentie gebruikmaakt. Sinds 1969 worden programma's uitgezonden in de PAL-standaard, waardoor zij in theorie in kleur overgebracht kunnen worden. Door het ontbreken van de juiste infrastructuur blijft de Spaase televisie echter tot in 1973 grotendeels in zwart-wit, hoewel er al eerder bij gelegenheden programma's in kleur worden verzonden. Pas in 1978 wordt de volledige programmering in kleur uitgezonden.
Eind jaren zestig vindt er een belangrijke groei plaats in het aantal televisies in het land door een aantal gebeurtenissen: het winnen van Spanje van het eurovisiesongfestival in 1968, de eerste maanlanding en het verlagen van de belasting op televisietoestellen door het regime.

### Democratie
Na de invoering van de democratie blijft Televisión Española niet langer deel uitmaken van het ministerie van toerisme en informatie. In 1980 wordt TVE ondergebracht in het staatsbedrijf RTVE.
Begin jaren 90 komt de satelliettelevisie tot bloei, waarin TVE een leidende rol wil spelen. De themakanalen teledeporte en Canal Clásico worden opgestart in 1994, alsmede de internationale zender TVE Internacional in 1989. Sinds 1990 kent Spanje commerciële televisie, als de zenders Antena 3, Telecinco en Canal+ een licentie krijgen om uit te gaan zenden, waardoor TVE te maken krijgt met concurrentie.
In 2006 vindt er een grondige reorganisatie van de publieke zenders plaats. Om kosten te besparen worden de bedrijven TVE en Radio Nacional de España opgeheven om deel uit te gaan maken van de nieuw opgerichte N.V. RTVE. In 2010 worden andere wetten doorgevoerd die voortaan verbieden reclame uit te zenden op de publieke zenders, net als op zenders van BBC of op France 2, en die het bedrijf verbieden betaaltelevisie te ontwikkelen.
TVE haakt al vroeg in op de introductie van digitale televisie en biedt meerdere kanalen via dit medium aan. Sinds april 2010 zijn alle zenders alleen nog maar digitaal te ontvangen.
In augustus 2012 vervangt de nieuwe regering van Mariano Rajoy de directie van TVE door werknemers van Telemadrid, waarvan bekend is dat die de ideologie van diens partij, de Partido Popular een warmer hart toedragen dan de voorgaande directie. De nieuwe directie vervangt vervolgens een aantal presentatoren en journalisten waarvan aan wordt genomen dat die kritisch tegenover de nieuwe regering zouden staan. Dit stuit op grote protesten van het personeel van TVE, zonder resultaat.

## Kanalen
TVE beschikt over 7 kanalen: twee algemene nationale kanalen, vier nationale themakanalen en een international kanaal.

### La 1
La 1 (voorheen TVE1, ook wel La Primera Cadena of kortweg TVE) is de oudste zender van Spanje (vandaar de benaming TVE in de volksmond, als ware het de enige zender) in gebruik genomen in 1956. Het is een algemene zender die voornamelijk Spaanse en Latijns-Amerikaans series, films, televisiemagazines, actualiteiten, journaals en enkele van de meest populaire sportcompetities uitzendt. Het tv-kanaal wordt uitgezonden in high definition vanaf 1 januari 2014.

### La 2
La 2 (voorheen TVE2 of UHF, ook wel Segunda Cadena) is gestart in 1966 als culturele zender. Omdat het als eerste Spaanse zender op UHF uitzond, werd hij ook wel met die afkorting aangeduid. Het is een algemene zender, maar met een alternatieve programmering ten opzichte van de andere zenders. De zender biedt informatie voor de burger, Noord-Amerikaanse series, documentaires, Spaanse en Europese films, reportages en debatten, culturele, musicale en alternatieve informatieprogramma's. Vroeger werden ook veel dramaseries van eigen makelij uitgezonden. Het tv-kanaal wordt uitgezonden in high definition vanaf 31 oktober 2017.

### Teledeporte
Teledeporte (kortweg: tdp), opgestart in 1994, is een themakanaal met sportuitzendingen waarvoor er geen plaats is op La 1 of La 2. De zender zendt tevens dagelijkse overzichten van de sportwereld uit. Het tv-kanaal wordt uitgezonden in high definition vanaf 1 januari 2014.

### 24h
24h is een themakanaal voor nieuwsuitzendingen met elk half uur een journaal, debatten, analyses, interviews, actualiteitenprogramma's en reportages die soms ook op andere TVE kanalen uit zijn gezonden. Deze zender is gestart in 1997 en is tegenwoordig (2012) de belangrijkste nieuwszender van Spanje.

### Clan
Clan (voorheen bekend als Clan TVE) is een themakanaal met kindertelevisie, opgestart in 2005. Op de zender wordt ook voor wat oudere jeugd programma's uitgezonden en in de ochtenduren worden programma's van andere TVE zenders herhaald. De programmering bestaat bijna geheel uit fictie. Het tv-kanaal wordt uitgezonden in high definition vanaf 31 oktober 2017.

### TVE Internacional
TVE Internacional bestaat sinds 1989 en is de internationale zender die programma's van de zenders La 1, La 2 en 24h uitzendt buiten Spanje. De zender is bedoeld voor Spanjaarden die in het buitenland wonen, en buitenlanders die geïnteresseerd zijn in Spanje. Dit kanaal wordt in drie verschillende signalen uitgezonden: voor Amerika, Europa en Azië. Op dit moment (2012) is de zender te ontvangen in Europa, Noord- en Zuid-Amerika, de Filipijnen, de Westelijke Sahara en Equatoriaal Guinea.

## Verdwenen zenders
Door de tijd heen heeft TVE meerdere themakanalen gehad die sindsdien ook weer verdwenen zijn.
- Canal Alucine, zond films en series uit. Deze zender is uit de lucht gehaald in 2000 in verband met tegenvallende kijkcijfers.
- Cine Paraíso, zond klassieke films uit. Deze zender is tegelijkertijd met Canal Alucine gestopt om dezelfde redenen.
- Canal Toros, een themakanaal geheel gewijd aan stierenvechten. Deze zender zond tussen de 4 en 6 uur per dag uit tijdens het stierenseizoen (maart-oktober), en in de winter enkele corrida's in Zuid-Amerika. De zender heeft bestaan van 1998 tot in 2002.
- Canal Nostalgía was een betaald kanaal dat allerlei soorten programma's uit de archieven van TVE herhaalde, zoals series van eigen makelij, sportevenementen, documentaires. Deze zender verdwijnt in 2005 en wordt opgevolgd door TVE 50.
- TVE 50 ziet het licht de dag nadat Canal Nostalgía stopt met uitzenden. Het zendt hetzelfde soort programma's uit als dat kanaal, maar moet de zender delen met Clan. TVE 50 verdwijnt op 1 november 2007.
- Docu TVE is een themakanaal dat voornamelijk documentaires uitzendt. In 2009 gaat de zender op in Cultural·es.
- Canal ClásicoClásico TVE is een klassieke muziekkanaal. Deze zender gaat ook op in Cultural·es.
- Cultural·es Cultural·es TVE is een kanaal dat ontstaat uit het samenbrengen van meerdere andere kanalen en dat zich richt op cultuur en documentaires. In 2010 wordt deze zender samengevoegd met La 2 dat nu het grootste gedeelte van de programma's uitzendt.
- TVE HD TVE HD opgestart in 2008, is de high-definition televisionzender van TVE die uitzend via DTT. Met series, films, programma's en sportcompetities in high-definition die eerder al op een van de andere TVE zenders uit zijn gezonden, en soms tegelijkertijd met deze uitzendingen, zoals bij het eurovisiesongfestival. Sinds het einde van het analoge signaal in april 2010 is deze zender in geheel Spanje te ontvangen. Het tv-kanaal stopte op 31 december 2013.

## Regionale productiecentra
In Catalonië en op de Canarische Eilanden heeft TVE aparte regionale productiecentra, waar onder meer regionale journaals en regionale programma's op worden genomen. Verder is er in elke autonome gemeenschap een centrum waar lokale reportages en nieuwbulletins worden gemaakt.